# Umschreibung
Umschreibung (de l'allemand : « réécriture ») est une œuvre de l'artiste danois Olafur Eliasson installée en 2004 dans la cour de la société KPMG, à Munich, en Allemagne. Il s'agit d'un escalier sans fin.

## Description
L'œuvre prend la forme d'une sculpture d'acier d'une dizaine de mètres de haut. Elle représente un escalier à double hélice, dont chaque partie fait un tour complet en sens inverse l'une de l'autre, avant de se rejoindre au sommet. La jointure entre les deux parties est continue et donne l'impression que l'escalier se poursuit sans interruption.

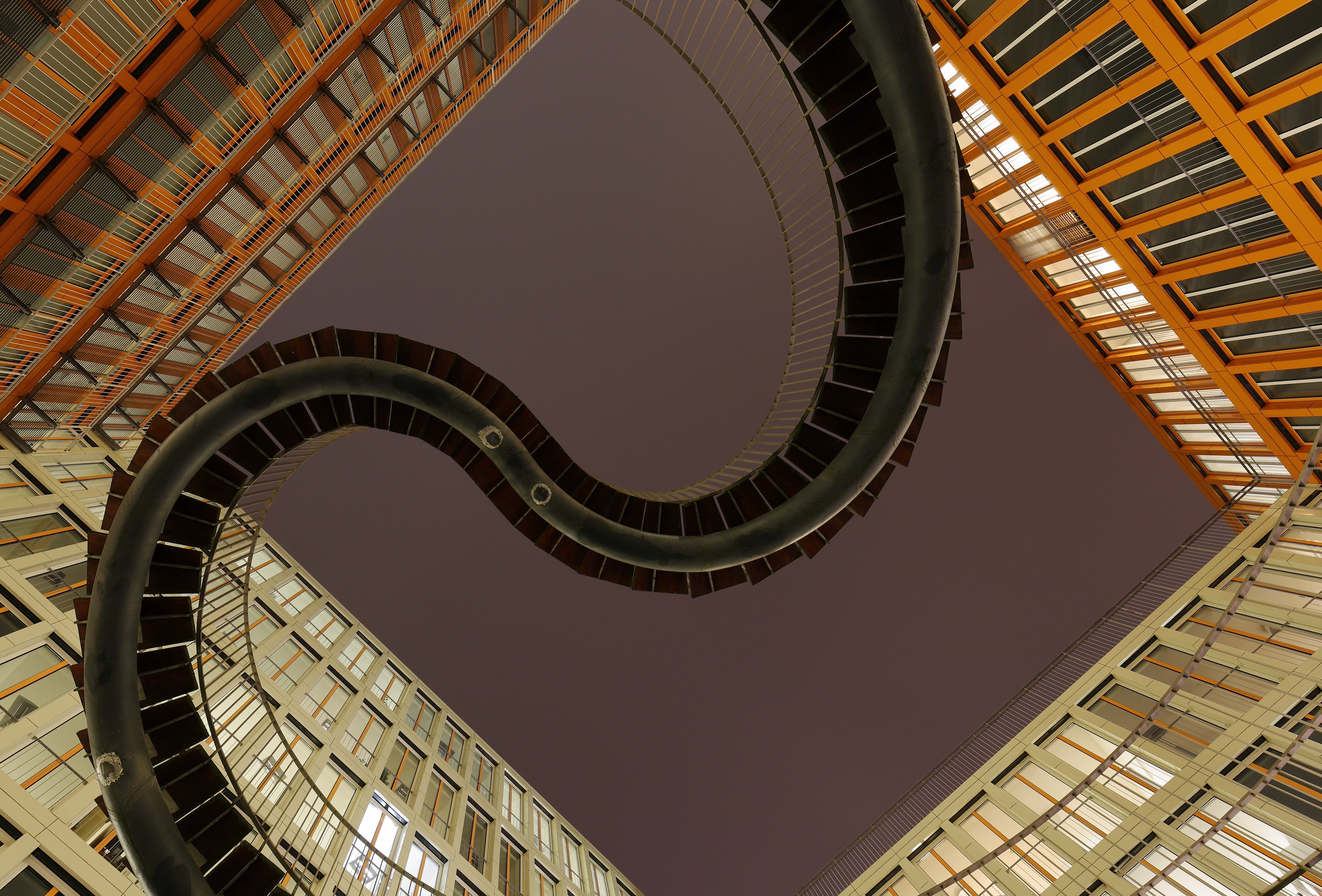
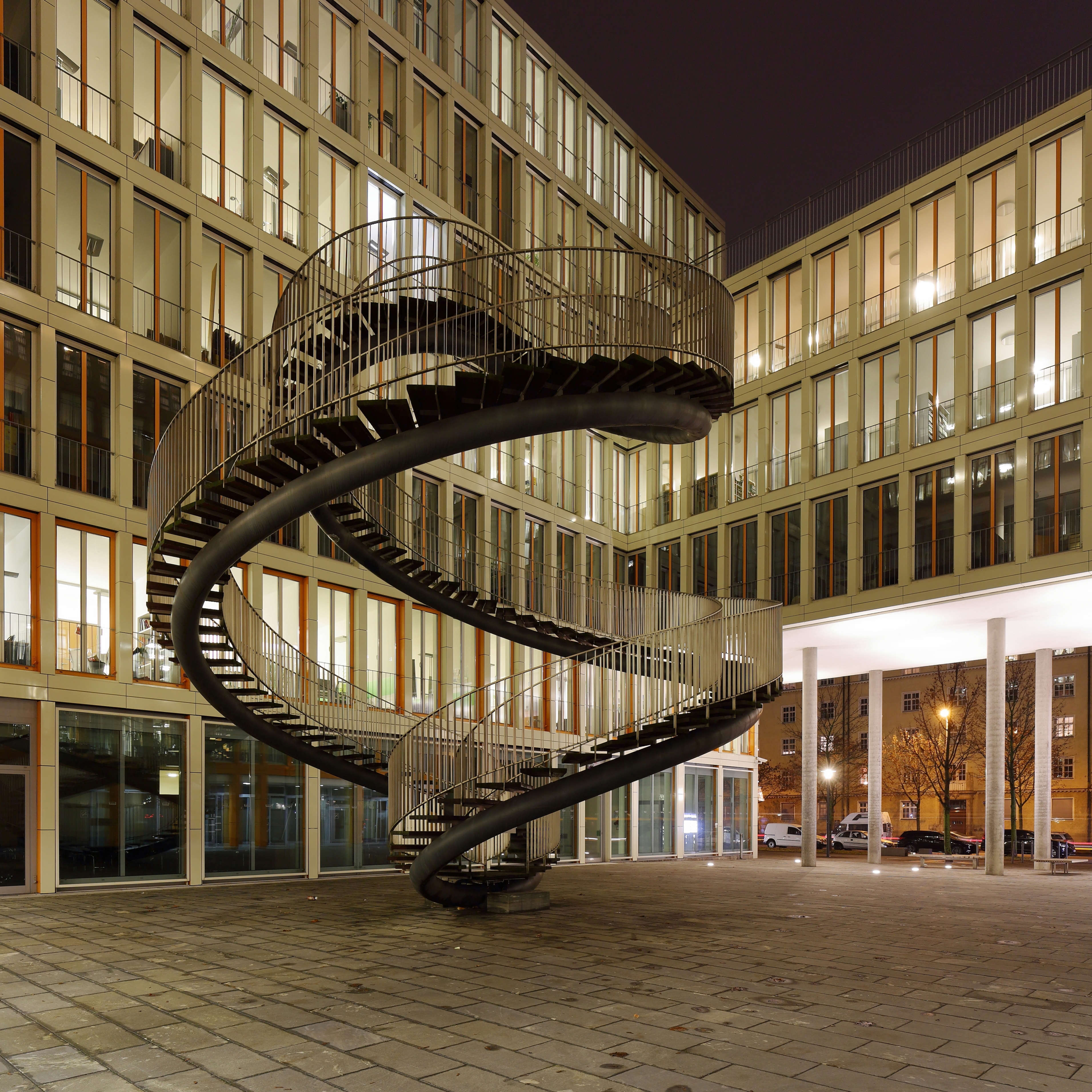

## Localisation
L'œuvre est installée à Munich, en Allemagne, dans la cour de la société allemande d'audit et de conseil KPMG.

## Artiste
Olafur Eliasson est un artiste danois.